# Magma (마그마의 음반)
《Magma》는 1981년 10월 10일에 발매한 대한민국의 록 밴드 마그마의 첫 번째 음반이자 마지막 음반이다. 이 음반은 마그마가 왜 1980년대 한국 대중음악의 전설적 밴드로 회자되는지 명쾌하게 보여준다. 단 한 장의 독집을 남기고 사라졌지만 마그마의 실험적이고 파괴적인 사운드는 록의 본고장 영국에서도 찬사를 보냈다. 

## 유일한 독집
청년층에게 폭발적인 인기를 얻은 〈해야〉는 대학가요제 이후 연세대의 공식 응원가로 불렸다. 유명 캠퍼스 밴드로 떠오른 마그마는 수많은 공중파 방송 출연을 통해 인지도를 획득했지만 직업 가수로 활동할 생각은 없었다.
다만 멤버들은 졸업 전에 기념으로 음반을 남기자고 합의했다. 이에 힛트레코드는 이듬해인 1981년 마그마 1집이자 유일한 독집을 발매했다. 단 한 장의 독집을 남기고 사라졌지만 마그마가 들려준 실험적이고 파괴적인 사운드는 록의 본고장 영국에서도 찬사를 보낼 만큼 차별성이 있었다.

## 다양한 음악적 시도와 평가
이 음반은 헤비 사운드를 제대로 완성한 작품으로 평가받았다. 동시대의 여타 캠퍼스 밴드들이 단순한 코드 진행과 비트를 기반으로 보컬 중심의 음악을 구사했다면, 마그마의 김광현의 기타 톤은 획기적이었고, 조하문의 샤우팅 창법은 대중음악계 전반에 미친 반향이 컸다.
이는 앞면 첫 곡 〈알 수 없어〉에서부터 잘 전해진다. 조하문의 도발적인 샤우팅 창법이 압권인 〈아름다운 곳〉의 원제목은 〈4차원의 세계〉였지만, 심의에 걸려 제목이 바뀌었다. 이 곡은 서사적인 가사와 사이키델릭 사운드의 진수를 담은 연주가 압권인데, 심야 라디오 방송에서 꾸준히 신청된 명곡이다. 마지막 트랙을 장식한 창작 연주곡 〈탈춤〉에서 김광현은 적절한 이펙터 활용으로 사이키델릭 어법에 충실한 탁월한 연주력을 선보였다.

## 수록곡
| #            | 제목                     | 작사         | 작사작곡     | 재생 시간 |
| ------------ | ------------------------ | ------------ | ------------ | --------- |
| 1.           | 〈알 수 없어〉           |              | 조하문       | 5:06      |
| 2.           | 〈이럴수가 있을까〉      |              | 조하문       | 3:28      |
| 3.           | 〈아름다운 곳〉          |              | 조하문       | 4:51      |
| 4.           | 〈기다리는 마음〉        |              | 조하문       | 3:45      |
| 5.           | 〈우린 서로 사랑하니까〉 | 조하문       | 조하문       | 3:11      |
| 총 재생 시간 | 총 재생 시간             | 총 재생 시간 | 총 재생 시간 | 16:35     |

| #            | 제목              | 작사         | 작곡         | 재생 시간 |
| ------------ | ----------------- | ------------ | ------------ | --------- |
| 1.           | 〈해야〉          | 조하문       | 조하문       | 5:07      |
| 2.           | 〈잊혀진 사랑〉   | 조하문       | 조하문       | 6:46      |
| 3.           | 〈그날〉          | 조하문       | 조하문       | 4:00      |
| 4.           | 〈탈출〉 (연주곡) |              | 마그마       | 5:43      |
| 총 재생 시간 | 총 재생 시간      | 총 재생 시간 | 총 재생 시간 | 20:31     |